# Utah Saints
Utah Saints est un groupe de musique électronique britannique formé en 1991. Le duo est particulièrement connu pour l'utilisation pionnière de l'échantillonnage, en particulier sa pratique consistant à sampler des extraits de chansons pop et rock et à les combiner avec des rythmes de dance, utilisant les samples dans un tout nouveau contexte.

## Biographie
Le duo constitué des DJ Jez Willis et Tim Garbutt se forme à Leeds en 1991. Leur premier single, What Can You Do for Me, est un succès immédiat au Royaume-Uni et se classe à la 10e place de l'UK Singles Chart. En 1992, leur deuxième single, Something Good, a un succès plus important encore, se classant 4e des charts et obtenant du succès dans plusieurs autres pays, dont les États-Unis. Le duo assure alors la première partie de plusieurs concerts de U2. Le premier album du duo, nommé lui aussi Utah Saints, atteint la 10e place de l'UK Albums Chart et est certifié disque d'argent au Royaume-Uni. Il comprend un nouveau single, Belive In Me, qui intègre à son tour le top 10 des singles britanniques.
Après des démêlés avec sa maison de disques, le duo fait une pause avant de réapparaître à la fin des années 1990 et sort un deuxième album, Two, en 2000. Il signe aussi la musique du jeu vidéo Carmageddon: TDR 2000. Ils ne se produisent plus en concert depuis 2001 mais continuent à sortir des singles, le plus notable étant un remix de Something Good en 2008.

## Discographie

### Albums studio
- Utah Saints (1993)
- Two (2000)